# Politikåret 1908

## Händelser
- 12 februari - Ellen Key föreslår en ny svensk äktenskapslag där makarna är jämställda och skilsmässor underlättas.
- 19 mars - Gunnar Knudsen efterträder Jørgen Løvland som Norges statsminister.[1]
- 22 mars - Sveriges riksdag avslår efter en upprörd debatt en motion om det 1855 avskaffade prygelstraffets återinförande.
- April - Nordsjö- och Östersjöavtalen undertecknas. Härigenom garanterar de till dessa hav gränsande staterna varandras territorialvatten.
- 5 april - Sir Henry Campbell-Bannerman avgår som premiärminister i Storbritannien av hälsoskäl.
- 8 april - H.H. Asquith efterträder Henry Campbell-Bannerman som Storbritanniens premiärminister.[2]
- 23 maj - Lex Hildebrand, som vill inskränka den svenska tryckfriheten för främst fackföreningar, avslås i Sveriges riksdag med knapp majoritet.
- 13 juli - Fartyget Amalthea, som i Malmö härbärgerar engelska strejkbrytare, utsätts för ett sprängattentat. En man dödas och 23 skadas. Attentatet utförs av tre arbetslösa ungsocialister. Anton Nilson och Algot Roberg döms till döden för attentatet, medan Alfred Stern får livstids straffarbete.
- 24 juli - Den osmanske sultanen Abd ül-Hamid II tvingas retirera inför det ungturkiska partiets krav på en modern konstitutionell statsbildning.
- Juli - Franske presidenten Fallières besöker Stockholm.
- Augusti - Tysklands kejsare Wilhelm II besöker Stockholm.
- 18 september - Två av de ansvariga för Amaltheadådet döms till döden. HD ändrar senare domen till livstids straffarbete.
- 22 september - Bulgarien bryter med den turkiska överhögheten och blir självständigt konungarike.
- 6 oktober - Österrike annekterar Bosnien och Hercegovina.
- 11 oktober - Niels Neergaard efterträder Jens Christian Christensen som Danmarks konseljpresident.[3]
- 4 november - Den republikanske kandidaten William Taft väljs till USA:s president.
- 15 november - Kongostaten, sedan 1885 styrts av Belgiens kung Leopold II som hans privata egendom, blir officiell belgisk koloni under namnet Belgiska Kongo.[4]
- 17 december - I Sverige döms professorn i nationalekonomi, Knut Wicksell, till två månaders fängelse för att i ett anförande ha skämtat om den obefläckade avlelsen.
- Okänt datum - Sveriges riksdag antar en invandringslag för att hindra "för landet skadlig invandring".

## Val och folkomröstningar
- September – De sista valen till Andra kammaren i Sverige enligt det gamla systemet äger rum, varvid vänstern går framåt.
- 3 november - Republikanen William Howard Taft väljs till president i USA.

## Organisationshändelser
- Okänt datum - I Nederländerna går Frisiska Förbundet och Kristliga Historiska Partiet samman och bildar Kristliga Historiska Unionen.

## Födda
- 22 februari – Rómulo Betancourt, Venezuelas president 1945–1948 och 1959–1964.
- 26 juni – Salvador Allende, Chiles president 1970–1973.
- 3 augusti – Ernesto Geisel, Brasiliens president 1974–1979.
- 27 augusti – Lyndon B. Johnson, USA:s president 1963–1969.
- 16 november – Nicolás Lindley, Perus president 1963.

## Avlidna
- 22 april – Henry Campbell-Bannerman, Storbritanniens premiärminister 1905–1908.
- 24 juni – Grover Cleveland, USA:s president 1885–1889 och 1893–1897.
- 4 november – Tomás Estrada Palma, Kubas förste president 1902–1906.
- Okänt datum – William Coleman, Liberias president 1896–1900.

### Fotnoter
1. ↑  ”Norway” (på engelska). World Statesmen. http://www.worldstatesmen.org/Norway.htm. Läst 2 augusti 2015.
2. ↑  ”United Kingdom” (på engelska). World Statesmen. http://www.worldstatesmen.org/United_Kingdom.html. Läst 1 augusti 2015.
3. ↑  ”Denmark” (på engelska). World Statesmen. http://www.worldstatesmen.org/Denmark.html. Läst 2 augusti 2015.
4. ↑  ”Congo (Kinshasa)” (på engelska). World Statesmen. http://www.worldstatesmen.org/Congo-Kinshasa.html. Läst 7 november 2012.